# Raionul Călărași
Raionul Călărași este un raion din partea centrală a Republicii Moldova cu reședința în orașul Călărași. Anterior raionul a făcut parte din județul Ungheni.

## Geografie
Raionul Călărași este situat în zona de centru a Republicii Moldova pe o suprafață de 753,5 km2, se învecinează cu raionul Nisporeni la Sud-Vest, Orhei – la Est, Ungheni – la Vest, Telenești la Nord și cu Strășeni la Sud-Est.
Raionul se bucură de o poziție avantajoasă sub mai multe aspecte. În primul rînd, teritoriul raionului este intersectat de importante căi de acces spre România și Ucraina, (căi ferate și șosele de importanță națională și internațională).
Relieful teritoriului este complicat, intersectat de pante cu diferite grade de înclinare și podișuri, și este situat pe colina de Centru a Republicii Moldova în Zona Codrilor, care atinge o înălțime de 400 metri de la nivelul mării.

### Floră și faună
În păduri preponderent domină speciile: carpenul, fagul, frasinul, ulmul, stejarul, salcîm alb, teiul, etc. În fîșiile forestiere: cornul, păducelul, măcieșul, liliacul, mărăcinele, nucarii, arțarii, etc. În păduri trăiesc: vulpea, pisica sălbatică, jderul de pădure, iepurele, veverița ș.a., iar din lumea păsărilor: mierla, porumbelul de pădure, gaița, cinteza, vulturul, hultanul.
În teritoriul raionului se varsă rîulețele Bîc, Ichel și Cula,
Solurile. Raionul dispune de două zone de soluri naturale: zona în care predomină sol cenușiu (sur) de pădure și zona predominantă de cernoziom.

## Demografie

### Statistici vitale
Principalii indicatori demografici, 2013:
- Natalitatea: ▼888 (11,3 la 1.000 locuitori)
- Mortalitatea: ▼959 (12,2 la 1.000 locuitori)
- Spor natural: -71

### Structura etnică
| Grup etnic | Populație | % Procentaj* |
| ---------- | --------- | ------------ |
| Moldoveni  | 70.680    | 94,15%       |
| Ucraineni  | 2.799     | 3,73%        |
| Ruși       | 947       | 1,26%        |
| Țigani     | 378       | 0,50%        |
| Găgăuzi    | 54        | 0,07%        |
| Bulgari    | 47        | 0,06%        |
| Alții      | 170       | 0,22%        |

### Recensămîntul din 2004
Populația raionului (conform recensămîntului de la sfîrșitul anului 2004) constituie 74,6 mii persoane. Densitatea populației pe un km2 este de 100 persoane. În componența raionului intră 43 localități, din care: 42 localități rurale cu circa 60,1 locuitori și o localitate urbană (or. Călărași) cu 14,5 mii locuitori, care sunt cuprinse în 28 primării. Ponderea populației rurale este de 80,5%. Preponderent populația se ocupă cu agricultura.

## Economie
Asigurarea cu apă potabilă se efectuează din fântânile publice și apeduct. La apeduct sunt conectate circa 80% din gospodării, restul se aprovizionează din fântânile publice. Lungimea rețelelor inginerești de aprovizionare cu apă constituie 46,3 km. Orașul dispune de 37 fântâni arteziene și 149 fântâni publice.
În raionul Călărași există o fabrică de vinuri și coniacuri care este una din primele în Moldova, precum și alte întreprinderi din industria alimentară (conserve, zahăr, produse lactate). Din industria alimentară-lactate există o fabrică de lactate care produce produse de calitate.

## Administrație și politică
Președintele raionului Călărași este Nicolae Drăgănel (PAS), ales la 6 decembrie 2023.
Componența Consiliului Raional Călărași (33 de consilieri), ales la 5 noiembrie 2023, este următoarea:
|  | Partid                                        | Consilieri | Componență | Componență | Componență | Componență | Componență | Componență | Componență | Componență | Componență | Componență | Componență | Componență | Componență | Componență | Componență | Componență | Componență |
|  | --------------------------------------------- | ---------- | ---------- | ---------- | ---------- | ---------- | ---------- | ---------- | ---------- | ---------- | ---------- | ---------- | ---------- | ---------- | ---------- | ---------- | ---------- | ---------- | ---------- |
|  | Partidul Acțiune și Solidaritate              | 17         |            |            |            |            |            |            |            |            |            |            |            |            |            |            |            |            |            |
|  | Partidul Socialiștilor din Republica Moldova  | 7          |            |            |            |            |            |            |            |            |            |            |            |            |            |            |            |            |            |
|  | Coaliția pentru Unitate și Bunăstare          | 3          |            |            |            |            |            |            |            |            |            |            |            |            |            |            |            |            |            |
|  | Partidul Dezvoltării și Consolidării Moldovei | 2          |            |            |            |            |            |            |            |            |            |            |            |            |            |            |            |            |            |
|  | Platforma Demnitate și Adevăr                 | 1          |            |            |            |            |            |            |            |            |            |            |            |            |            |            |            |            |            |
|  | Partidul Liberal Democrat din Moldova         | 1          |            |            |            |            |            |            |            |            |            |            |            |            |            |            |            |            |            |
|  | Partidul Comuniștilor din Republica Moldova   | 1          |            |            |            |            |            |            |            |            |            |            |            |            |            |            |            |            |            |
|  | Partidul „Renaștere”                          | 1          |            |            |            |            |            |            |            |            |            |            |            |            |            |            |            |            |            |

## Diviziuni administrative
Raionul Călărași are 44 de localități: 1 orașe, 27 comune și 16 sate.

## Atracții turistice
- Cele 4 mănăstiri amplasate în formă de cruce (Frumoasa, Răciula, Hîrjauca, Hîrbovăț)
- Cea mai veche fabrică de vinuri și divinuri din Moldova (Călărași Divin)
- Biserici din lemn unice în Moldova (Mîndra, Palanca, Horodiște, Păulești, Hoginești)
- Rezervația naturală de stat "Plaiul Fagului" a fost creată la 12 martie 1992 pentru conservarea, regenerarea, recuperarea, studiul ecosistemelor forestiere celor mai pitorești și reprezentative din codrii. Suprafața totală a rezervației este de 5642 ha, din care pădurile ocupă 4639 ha (82,2%). Structura administrativ-teritorială include 5387 de hectare de lemn natural, inclusiv formațiunile fag 272 ha (4,8%), frasin 1163 ha (20,6%), gorun 1039 ha (18,4%), var 170 ha (3,1%) alte specii, 169 ha (3,0%). Flora include 909 specii, inclusiv 645 de specii de plante vasculare, 151 de specii de ciuperci, 48 de specii de licheni, 65 specii de mușchi. După cum sa menționat Dimitrie Cantemir, acolo trăiesc căprioare, jderi, lupi, mistreți. Extinderea terenurilor arabile a contribuit semnificativ la reducerea zona împădurită, plantele și animalele de reducere numerică. Vânătoare necontrolată a dus la dispariția de urși, cerbi, râsul, lupul, cocoșul de munte negru etc.
- Pensiunea agroturistică unică "Casa Mierii" - Răciula
- Muzeul "Casa Părintească" - Palanca
- Muzeul de Istorie și Etnografie - Călărași
- Sanatoriul Codru - Hîrjauca.
- Rezervații peisagistice mari între satele Căbăești – Pârjolteni (1.213 ha), Temeleuți – Vălcineț (209 ha), Țigănești (680 ha) și Sadova (407 ha)
- 2 conace ale boierilor Malski și Ruso din sec XIX. (Bahmut, Păulești)
- Vestigii antice ale cetății de pământ getice (sec IV-III î.e.n.) din Horodiște
- Monument natural geo-paleontologic "Cimitirul cailor" (2 ha), parcul de arbori seculari.

## Personalități
- Nicolae Popa
- Pavel Stratan
- Iurie Colesnic